# Как я ехал к деве Севера
«Как я ехал к деве Севера» (латыш. Kā es braucu Ziemeļmeitas lūkoties) — мультипликационный фильм режиссёра Розе Стиебры, снятый на студии «Телефильм-Рига» в 1980 году.

## Сюжет
В основе сюжета сказка Карлиса Скалбе. Некий юноша решил променять скучное спокойствие обыденной жизни на трудный и опасный путь в далёкую Северную страну, где живёт прекрасная дева — предмет его каждодневных грёз.

## Съёмочная группа
- Автор сценария и режиссёр-постановщик: Розе Стиебра
- Художник-постановщик: Анита Крейтусе
- Композитор: Имантс Калныньш
- Художники-мультипликаторы: Майя Бренце, Дзинтра Аулмане, Виолета Жуковска
- Художники: Инесе Персе, Лайма Эглите, Астра Павула
- Оператор: Вилис Ивановскис
- Звукооператор: Язеп Кулбергс
- Редактор: Агрис Редовичс
- Директор: Мета Заке
- Роли озвучивали: Валдемар Зандбергс, Улдис Думпис, Ирина Томсоне, Андрис Мекшс, Олга Дреге

## Награды
- Победитель в номинации «Лучший мультипликационный фильм» на кинофестивале «Большой Кристап» (1980)[1]